# Hyperolius tannerorum
Hyperolius tannerorum là một loài ếch thuộc họ Hyperoliidae.
Đây là loài đặc hữu của Tanzania.
Môi trường sống tự nhiên của chúng là vùng núi ẩm nhiệt đới hoặc cận nhiệt đới, sông ngòi, và đầm nước.
Chúng hiện đang bị đe dọa vì mất môi trường sống.